# Vážany (okres Vyškov)
Vážany jsou obec v okrese Vyškov v Jihomoravském kraji. Žije zde 434 obyvatel.

## Historie
První písemná zmínka o obci pochází z roku 1348. Později byla obec rozdělena na několik dílů a jako majitelé se zde střídala drobná a střední šlechta. Mezi nejznámější patřil Znata z Melic, který tento majetek odkoupil v roce 1406. Od roku 1510 náležely Vážany ke statku moravskopruskému, ten roku 1674 koupil  Lev Vilém z Kounic a od té doby pak patřily již pod panství slavkovské.

## Obyvatelstvo

### Struktura
V obci k počátku roku 2016 žilo celkem 444  obyvatel. Z nich bylo 223  mužů a 221 žen. Průměrný věk obyvatel obce dosahoval 41,4% let. Dle Sčítání lidu, domů a bytů provedeném v roce 2011, kdy v obci žilo 428  lidí. Nejvíce z nich bylo (18%) obyvatel ve věku od 30 do 39  let. Děti do 14 let věku tvořily 15,7% obyvatel a senioři nad 70 let úhrnem 7%. Z celkem 361  občanů obce starších 15 let mělo vzdělání 43,8% střední vč. vyučení (bez maturity). Počet vysokoškoláků dosahoval 6,6% a bez vzdělání bylo naopak 0% obyvatel. Z cenzu dále vyplývá, že ve městě žilo 207 ekonomicky aktivních občanů. Celkem 86,5% z nich se řadilo mezi zaměstnané, z nichž 70% patřilo mezi zaměstnance, 1,9% k zaměstnavatelům a zbytek pracoval na vlastní účet. Oproti tomu celých 47,9% občanů nebylo ekonomicky aktivní (to jsou například nepracující důchodci či žáci, studenti nebo učni) a zbytek svou ekonomickou aktivitu uvést nechtěl. Úhrnem 185 obyvatel obce (což je 43,2%), se hlásilo k české národnosti. Dále 92 obyvatel bylo Moravanů a 6 Slováků. Celých 203 obyvatel obce však svou národnost neuvedlo.
Vývoj počtu obyvatel za celou obec i za jeho jednotlivé části uvádí tabulka níže, ve které se zobrazuje i příslušnost jednotlivých částí k obci či následné odtržení.
| Místní části   | Místní části | 1791 | 1834 | 1869 | 1880 | 1890 | 1900 | 1910 | 1921 | 1930 | 1950 | 1961 | 1970 | 1980 | 1991 | 2001 | 2011 | 2021 |
| -------------- | ------------ | ---- | ---- | ---- | ---- | ---- | ---- | ---- | ---- | ---- | ---- | ---- | ---- | ---- | ---- | ---- | ---- | ---- |
| Počet obyvatel | část Vážany  | 390  | 505  | 552  | 550  | 558  | 677  | 743  | 689  | 713  | 609  | 647  | 539  | 487  | 436  | 415  | 428  | 432  |
| Počet domů     | část Vážany  | 61   | 84   | 93   | 102  | 113  | 122  | 130  | 138  | 165  | 185  | 180  | 168  | 161  | 192  | 194  | 202  | 200  |

## Obecní symboly
Znak a vlajka byly obci uděleny rozhodnutím předsedy Poslanecké sněmovny Parlamentu České republiky dne 19. ledna 2007.

## Pamětihodnosti
- Kaplička svaté Rozárky z roku 1695
- Zvonice na návsi
- Pět křížů v katastru obce

### Zaniklé stavby
- Větrný mlýn

## Rodáci
- Antonín Procházka (1882–1945), malíř, grafik a ilustrátor